# Heinz Tietjen
Heinz Tietjen   (Tànger, 24 de juny de 1881 - Baden-Baden, 30 de novembre de 1967) fou un director d'orquestra i va dirigir teatres lírics a Alemanya.

## Biografia
Deixeble d'Arthur Nikisch. Als vint-i-anys, va guanyar el lloc de productor en el teatre d'òpera de Trèveris i va ser nomenat el seu director en 1907, mantenint les dues responsabilitats fins 1922. A el mateix temps, va ser director de l'òpera de Saarbrücken i Breslau (ara Wrocław, Polònia) entre 1919 i 1922.
Tietjen va ser el director de l'Òpera Alemanya de Berlín entre 1925 i 1927, i després director de Teatre Estatal de Prússia. El 1932 Hermann Göring el va mantenir com a director de teatre. El seu vincle amb el règim nazi és encara discutit, però les seves relacions professionals amb figures de el règim és incontestable.
Entre 1931 i 1944, va ser el principal director al Festival de Bayreuth sota la direcció llavors de Winifred Wagner, vídua del fill de Richard Wagner, amb la qual es va dir que va mantenir una relació personal. Al festival va dirigir Die Meistersinger von Nürnberg: 1933-1934, Der Ring des Nibelungen: 1934, 1936, 1938-39, 1941 i Lohengrin: 1936-1937, 1959.
En 1947 va ser sotmès a el procés de desnazificació i etiquetatge d'oportunista encara innocent de càrrecs majors. El 1948 va tornar a ostentar el lloc de director de l'Òpera Alemanya de Berlín, càrrec que va mantenir fins a 1955, en què va ser nomenat mànager i director artístic de la nova Òpera de l'Estat d'Hamburg, posició que va ocupar fins a 1959. Aquest any va tornar a Festival de Bayreuth, on va dirigir Lohengrin.
Heinz Tietjen va morir el 1967 a Baden-Baden. El 1953 havia estat condecorat amb l'Ordre de l'Mèrit de la República Federal d'Alemanya i el 1955 va ser nomenat membre de l'Acadèmia de les Arts de Berlín.
La seva vídua Liselot va donar una entrevista sobre el seu passat polític a 2009.